# 19 d'abril
El 19 d'abril és el cent novè dia de l'any del calendari gregorià i el cent desè en els anys de traspàs. Queden 256 dies per finalitzar l'any.

## Esdeveniments
Països Catalans
- 1922, Barcelona: fundació del PEN català, el tercer en el món després de l'anglès i el francès.[1]
- 1995, Palma, Mallorca: s'inaugura la planta potabilitzadora de Son Tugores, amb un efluent de 7,5 milions de m³/any d'aigua.[2]
- 1999, Catalunya: s'estrena el primer capítol de Plats Bruts a TV3.[3]

Resta del món
- 1706, Calcinato (Llombardia) - L'exèrcit borbònic guanya resulta vencedor en la batalla de Calcinato en el curs de la guerra de Successió Espanyola.
- 1775, Comtat de Middlesex (Massachusetts, EUA): victòria britànica a les Batalles de Lexington i Concord, als inicis de la Guerra de la Independència dels Estats Units.[4]
- 1783, Crimea: L'Imperi Rus s'annexiona el Kanat de Crimea.[5]
- 1862, Fortín, Mèxic: La batalla de Fortín enfronta l'exèrcit mexicà i tropes al servei del Segon Imperi Francès
- 1943, Varsòvia, Polònia: jueus del gueto de Varsòvia s'alcen contra els nazis.
- 2005, Ciutat del Vaticà: El Conclave de 2005 tria al cardenal i prefecte de la Congregació de la doctrina de la Fe Joseph Alois Ratzinger 265è Papa de Roma, que tria el nom de Benedictus.
- 2015, Michał Kwiatkowski (Etixx-Quick Step) guanya l'Amstel Gold Race.[6]

## Naixements
Països Catalans
- 1882, Castelló de la Plana, Plana Alta: Gaetà Huguet i Segarra, empresari, polític i mecenes (m. 1959).[7]
- 1907, Vilafranca del Penedès: Maria Dolors Calvet i Prats, concertista de piano, compositora, poetessa (m. 1988).[8]
- 1937, Llançà, Alt Empordà: Helena Ferrer i Mallol, matemàtica i política catalana, ha estat diputada al Parlament de Catalunya.
- 1965, Barcelona: Mayte Martín, cantaora catalana de flamenc, cantant de boleros i compositora.[9]

Resta del món
- 1605 - Roma: Orazio Benevoli, compositor italià (m. 1672).[10]
- 1832, Madrid: José Echegaray: matemàtic, enginyer, polític i escriptor espanyol, Premi Nobel de Literatura de 1904 (m. 1914).[11]
- 1868, Düren (Rin del Nord-Westfàlia, Alemanya): Max von Schillings director d'orquestra, compositor i director de teatre alemany (m. 1933).
- 1872, Berlín: Alice Salomon, reformadora social alemanya i pionera del treball social com a disciplina acadèmica (m. 1948).[12]
- 1882, São Borja, Brasil: Getúlio Vargas, president del Brasil.(m. 1954).[13]
- 1892, Saint-Maur-des-Fossés (França): Marcelle Taillefesse, més endavant Germaine Tailleferre, compositora pertanyent al corrent del neoclassicisme musical i formà part del cèlebre Groupe des Six francès (m. 1983).[10]
- 1912, Ishperming, Michigan (EUA): Glenn Theodore Seaborg, físic i químic estatunidenc, Premi Nobel de Química 1951 (m. 1999).[14]
- 1919 - Lekeitio, Biscaia: Santiago Brouard Pérez, metge i polític basc, assassinat pels GAL (m. 1984).
- 1932 - 
  - Medellín (Colòmbia): Fernando Botero, pintor i escultor colombià. Del seu estil són característiques les figures inflades i arrodonides.[15]
  - Rutland, Vermont, Estats Units: Andrea Mead-Lawrence, de soltera Andrea Mead, esquiadora estatunidenca (m. 2009).[16]
- 1944, 
  - Chicago, EUA: James Heckman, economista, Premi Nobel d'Economia de l'any 2000.[17]
  - Ferrol: Nona Inés Vilariño, professora i política gallega, diputada de la 1a legislatura.[18]
- 1946 - Las Palmas de Gran Canaria: María Vallet Regí, química i farmacèutica espanyola, acadèmica i investigadora.
- 1947, Nova York, EUA: Murray Perahia, pianista i director d'orquestra nord-americà.[cal citació]
- 1949, Valàuria: Paloma Picasso, empresària i dissenyadora de moda francoespanyola.[19]
- 1957, Bozen, Tirol del Sud: Lilli Gruber, periodista i política italiana.[20]
- 1965, 
  - Lió, (França): Natalie Dessay, soprano coloratura francesa.[21]
  - Moscou: Lilia Zilberstein, pianista russa.[cal citació]
- 1966, Orleans: Véronique Gens, soprano francesa.[cal citació]
- 1970, Gijón, Espanya: Abelardo Fernández, jugador i entrenador de futbol.
- 1972, Recife, Brasil: Rivaldo, futbolista brasiler.
- 1974, Nuremberg, Christine Silberhorn, física alemanya especialista en òptica quàntica.[22]
- 1979, Poona, Índia: Amruta Patil, artista i escriptora. És la primera autora de novel·les gràfiques del país.
- 1981, Bogotá: Catalina Sandino Moreno, actriu colombiana de cine.
- 1980 - Bergara (Guipúscoa): Vanesa Gimbert, futbolista que juga en la posició de centrecampista.
- 1987, Niàgan, Khàntia-Mànsia, URSS: Maria Xaràpova, jugadora de tennis professional.[23]

## Necrològiques
Països Catalans
- 1910, Barcelona: Norbert Font i Sagué, geòleg, espeleòleg, naturalista i escriptor que introduí l'espeleologia a Catalunya (n. 1873).[24]
- 2004, Barcelona: Concepció G. Maluquer, escriptora catalana que conreà la poesia i la novel·la (n. 1914).[25]

Resta del món
- 843 - Tours: Judit de Baviera, emperadriu carolíngia, esposa de Lluís el Pietós (n. vers 805).[26]
- 1588 - Venècia: Paolo Caliari o Paolo Càller, conegut com el Veronès, va ser un pintor italià, conegut per ser el gran decorador del manierisme venecià (n. 1523).[27]
- 1689 - Roma: Cristina de Suècia, reina de Suècia i una de les dones més erudites i educades de la seva època (n. 1626).[28]
- 1728 - Bordeus (França): Louis Le Comte, missioner jesuïta francès que va desenvolupar una important tasca com matemàtic i científic a la Xina durant el regnat de l'emperador Kangxi a principis de la dinastia Qing (n. 1655).[29]
- 1768 - Venècia Canaletto –o Giovanni Antonio Canal–, el pintor de Venècia per excel·lència (n. 1697).[30]
- 1824 - Mesolongi, Grècia: Lord Byron, poeta anglès, considerat un dels més versàtils i rellevants del Romanticisme (36 anys).[31]
- 1881 - Londres, Anglaterra: Benjamin Disraeli, polític anglès, Primer Ministre del Regne Unit (n. 1804).[31]
- 1882 - Down House, Kent, Anglaterra: Charles Darwin, naturalista anglès, coinventor, juntament amb Alfred Russel Wallace, de la teoria de la selecció natural per a explicar l'evolució de les espècies (73 anys).[31]
- 1906 - París, França: Pierre Curie, físic francès, Premi Nobel de Física 1903 (n. 1859).[32]
- 1958 - Manchester, Anglaterra: Billy Meredith, futbolista gal·lès (84 anys).
- 1967 - Rhöndorf (Alemanya): Konrad Adenauer, canceller d'Alemanya, un dels pares de la Unió Europea (n. 1876).[13]
- 1969 - Praga, Txecoslovàquia: Juan Modesto Guilloto León, militant del PCE i militar republicà a la Guerra Civil espanyola (n. 1906).[33]
- 1973 - Algorta, País Basc: Eustakio Mendizábal Benito “Txikia”, cap del front militar d'ETA mort durant un enfrontament amb la policia
- 1974 - París (França): Marcel Pagnol, director de cinema i escriptor occità d'expressió francesa.(n. 1895).[34]
- 1989 - Cornualla (Gran Bretanya): Daphne du Maurier, novel·lista britànica (n. 1907).[35]
- 2005 - Newbury Park, Califòrnia, Estats Units: Ruth Hussey, actriu estatunidenca (93 anys).
- 2008 - Saint Mandé: Germaine Tillion, etnòloga francesa, membre de la resistència francesa (n. 1907).[36]
- 2011 - Oslo: Grete Waitz, atleta noruega de marató, cross i cursa de fons, 5 cops campiona del món i medallista olímpica (n. 1953).[37]
- 2013 - París (França): François Jacob, metge i biòleg francès, Premi Nobel de Medicina o Fisiologia de l'any 1965 (n. 1920).[38]
- 2021 – Minneapolis, Minnesota, EUA: Walter Mondale, polític, 42è vicepresident dels Estats Units d'Amèrica (n. 1928).

## Festes i Commemoracions

### Esport

#### Ciclisme
- Dia de la Bicicleta
- Dia de l'Aborigen Americà
- Festes en Ademús en honor de Sant Vicent Ferrer.
- Onomàstica:
  - Festa de la Divina Misericòrdia;
  - Gerold d'Einsiedeln, eremita;
  - Lleó IX, papa;
  - sant Vicenç de Cotlliure, màrtir;
  - Sant Expedit, màrtir;
  - beat Bernat de Saint-Bertin, penitent; fins al 1963:

Cocentaina: Mare de deu del Miracle